# Quốc gia phụ thuộc
Quốc gia phụ thuộc là một thuật ngữ được sử dụng để mô tả một nhà nước phải theo một quốc gia mạnh hơn trong chính trị quốc tế. Từ này không cụ thể bằng so với các từ khác có nghĩa tương tự: quốc gia vệ tinh, quốc gia liên kết, chính phủ bù nhìn, thuộc địa, xứ bảo hộ, chư hầu. Quốc gia lớn hơn có thể được cho là thực hiện quyền bá chủ đối với quốc gia nhỏ yếu hơn.

## Lịch sử

### Ba Tư, Hy Lạp và La Mã
Các quốc gia cổ đại như Ba Tư và các quốc gia Hy Lạp cổ đại đã tạo ra các quốc gia phụ thuộc bằng cách chinh phục các khu vực khác. Tại Cộng hòa La Mã, họ đã chinh phục các khu vực khác không phải để biến nó thành một phần của nước cộng hòa, mà biến nó thành một quốc gia phụ thuộc. Chính sách La Mã này tiếp tục cho đến thế kỷ 1 trước công nguyên khi Cộng hòa sụp đổ và được thay thế bởi Đế quốc La Mã. Việc sử dụng thuật ngữ quốc gia phụ thuộc tiếp tục vào thời Trung cổ, phù hợp với sự phát triển của chế độ phong kiến.

### Đế quốc Mông Cổ
Vào thế kỷ 13, Triều Tiên bị xâm chiếm bởi Đế quốc Mông Cổ hùng mạnh. Sau hiệp ước năm 1260 và cuộc xâm lược năm 1270, Cao Ly trở thành quốc gia phụ thuộc của nhà Nguyên.

## Thế kỷ 19 và 20

### Các quốc gia phụ thuộc Pháp
Trong cuộc Cách mạng Pháp và thời kỳ Napoléon, Pháp đã chinh phục phần lớn Tây Âu và thành lập một số quốc gia phụ thuộc. Ban đầu, trong Cách mạng Pháp, các quốc gia này được thành lập dưới dạng các nước cộng hòa (được gọi là Républiques Soeurs, hay "các nước cộng hòa anh em"). Những quốc gia này bao gồm Ý (Cộng hòa Calupina ở Bắc Ý, cộng hòa Parthen ở Nam Ý), Thụy Sĩ, Bỉ và Hà Lan là một nước cộng hòa và quân chủ.
Trong thời kỳ Đệ Nhất Đế quốc Pháp, sau khi Napoléon và quân đội Pháp chinh phục châu Âu, vị thế của các quốc gia này đã thay đổi, và một số quốc gia mới bắt đầu hình thành. Cộng hòa Ý được chuyển đổi thành Vương quốc Ý, dưới sự cai trị trực tiếp của Napoléon, trong khi ở miền nam, vương quốc Naples nằm dưới Joseph Bonaparte và sau đó là Thống nhất bởi Joachim Murat.
Bờ phía tây của sông Rhein đã bị thôn tính và cũng là một phần của Đế quốc Pháp. Một số quốc gia Đức, bao gồm Liên bang sông Rhein, đã trở thành phụ thuộc của Đế quốc Pháp, bao gồm vương quốc Westfalen, được cai trị bởi em trai của Napoléon.
Tây Ban Nha trở thành vương quốc của các quốc gia phụ thuộc Pháp sau khi Pháp xâm chiếm Bán đảo Iberia. Ba Lan cũng bị chinh phục và sau đó trở thành công quốc Warsaw.

### Đế quốc Anh
Tại Đế quốc Anh, Raj thuộc Anh về mặt kỹ thuật là một quốc gia độc lập. Ai Cập độc lập năm 1922 về mặt kỹ thuật chấm dứt sự chiếm đóng của Anh ở Ai Cập, nhưng Sudan và Ai Cập vẫn cai trị như Sudan thuộc Anh-Ai Cập cho đến khi Sudan được trao độc lập hoàn toàn vào năm 1956. Vương quốc Anh vẫn quan tâm đến việc chiếm Ai Cập cho đến khi kết thúc cuộc khủng hoảng Kênh đào Suez. Iraq được thành lập như một vương quốc vào năm 1932. Trong mỗi trường hợp, de facto lợi ích kinh tế và quân sự của Anh vẫn còn ở các quốc gia này cho thấy các quốc gia này không được độc lập hoàn toàn, và vị thế của các quốc gia này có thể được coi là một quốc gia phụ thuộc Anh. Tương tự như vậy tại Châu Phi (ví dụ: Bắc Nigeria dưới thời Lord Lugard) và Liên bang Mã Lai ở Đông Nam Á nơi các chính sách gián tiếp được áp dụng.

### Hoa Kỳ
Sau năm 1945, thuật ngữ này thường được áp dụng cho các quốc gia được cai trị bởi những kẻ độc tài, những người được cả Hoa Kỳ và Liên Xô ủng hộ công khai. Trong Chiến tranh Lạnh, các nước Mỹ Latinh như Guatemala, El Salvador, Nicaragua, Cuba (cho đến năm 1959) và Chile được coi là một quốc gia phụ thuộc của Hoa Kỳ vì chính phủ Hoa Kỳ có ảnh hưởng đáng kể đến các chính sách ở các quốc gia này. Thuật ngữ này cũng được áp dụng cho các chế độ độc đoán khác có quan hệ chặt chẽ với Hoa Kỳ trong Chiến tranh Lạnh, được gọi chính xác hơn là các quốc gia ủy quyền của Hoa Kỳ, các quốc gia này bao gồm: Việt Nam Cộng hòa, Iran (cho đến năm 1979), Campuchia dưới chế độ Lon Nol, Philippines và Ả Rập Xê Út.
Thuật ngữ quốc gia phụ thuộc cũng có thể được sử dụng cho các quốc gia phụ thuộc nhiều vào nền kinh tế quốc gia mạnh hơn. Ba quốc gia Thái Bình Dương phụ thuộc nhiều vào nền kinh tế Hoa Kỳ, cụ thể là Liên bang Micronesia, Quần đảo Marshall và Palau, cũng có thể được phân loại vào loại này. Ngoài ra, Hoa Kỳ cũng hỗ trợ các quốc gia có chủ quyền bị đe dọa như Israel, Trung Hoa Dân Quốc (Đài Loan), Hàn Quốc, Cộng hòa Hồi giáo Afghanistan trước chiến tranh Afghanistan và Bahrain.

### Liên Xô
Các quốc gia ủy thác của Liên Xô bao gồm Khối Hiệp ước Warsawa có chính sách bị ảnh hưởng bởi sức mạnh quân sự và hỗ trợ kinh tế từ Liên Xô. Các quốc gia thuộc thế giới thứ ba khác có chính phủ Marx-Lenin cũng được coi là phụ thuộc vào Liên Xô. Những quốc gia này bao gồm: Cuba (sau Cách mạng Cuba), Cộng hòa Nhân dân Angola, Cộng hòa Nhân dân Mozambique, Cộng hòa Dân chủ Afghanistan và Việt Nam Dân chủ Cộng hòa. Ở Liên Xô, Ukraina Xô viết và Byelorussia có một ghế tại Liên Hợp Quốc, nhưng trên thực tế các quốc gia này vẫn thuộc một phần chủ quyền của Liên Xô.